# Karl von Frisch
Pour les articles homonymes, voir Frisch.
Karl von Frisch, né le 20 novembre 1886 à Vienne, Autriche et mort le 12 juin 1982 à Munich, Allemagne, est considéré comme un des plus importants éthologues de langue allemande. Il est longtemps professeur de zoologie à Munich. Au cœur de son œuvre, se trouve la recherche sur les perceptions sensorielles et les danses des abeilles, ainsi que sur les modalités de la communication entre ces animaux.
Pour ses travaux, il est distingué par le prix Nobel de physiologie ou médecine en 1973, en même temps que Konrad Lorenz et Nikolaas Tinbergen. La motivation de ce prix est « pour leurs découvertes concernant l'organisation et l'incitation des comportements individuels et sociaux ».

## Biographie
Karl von Frisch est le quatrième et dernier fils du chirurgien et urologue Anton Ritter von Frisch et de son épouse Marie, née Exner. Les trois frères aînés sont aussi devenus professeurs d'université. Il étudie la médecine à Vienne (avec Hans Leo Przibram, au Biologische Versuchsanstalt (de) (Institut de recherches biologiques), puis à Munich, et ce n'est que plus tard qu'il se tourne vers les sciences naturelles. Il a son doctorat en 1910. La même année, il entre en qualité d'assistant à l'Institut de zoologie de l'Université Louis-et-Maximilien de Munich, où il devient professeur assistant en zoologie et en anatomie comparée. Il est nommé professeur en 1919.
En 1921, il est nommé professeur titulaire de zoologie et directeur de l'institut de l'université de Breslau. Il revient à Munich en 1925, où il prend la tête de l'Institut de zoologie.
Après la destruction de cet institut pendant la Seconde Guerre mondiale, il va en 1946 à l'Université Charles-François de Graz, jusqu'à ce que la réouverture en 1950 de l'institut de Munich lui permette d'y revenir. Il devient professeur émérite en 1958, mais continue ensuite ses recherches.
Karl von Frisch a épousé Margarete Mohr, décédée en 1964. Leur fils Otto a été directeur du Musée d'histoire naturelle de Brunswick de 1977 à 1995 et, dans les années 1970, présentateur de la série de télévision « Le paradis des animaux ».
Un des disciples les plus connus de Karl von Frisch est Martin Lindauer, qui a également poursuivi ses travaux.

## Travaux scientifiques et résultats

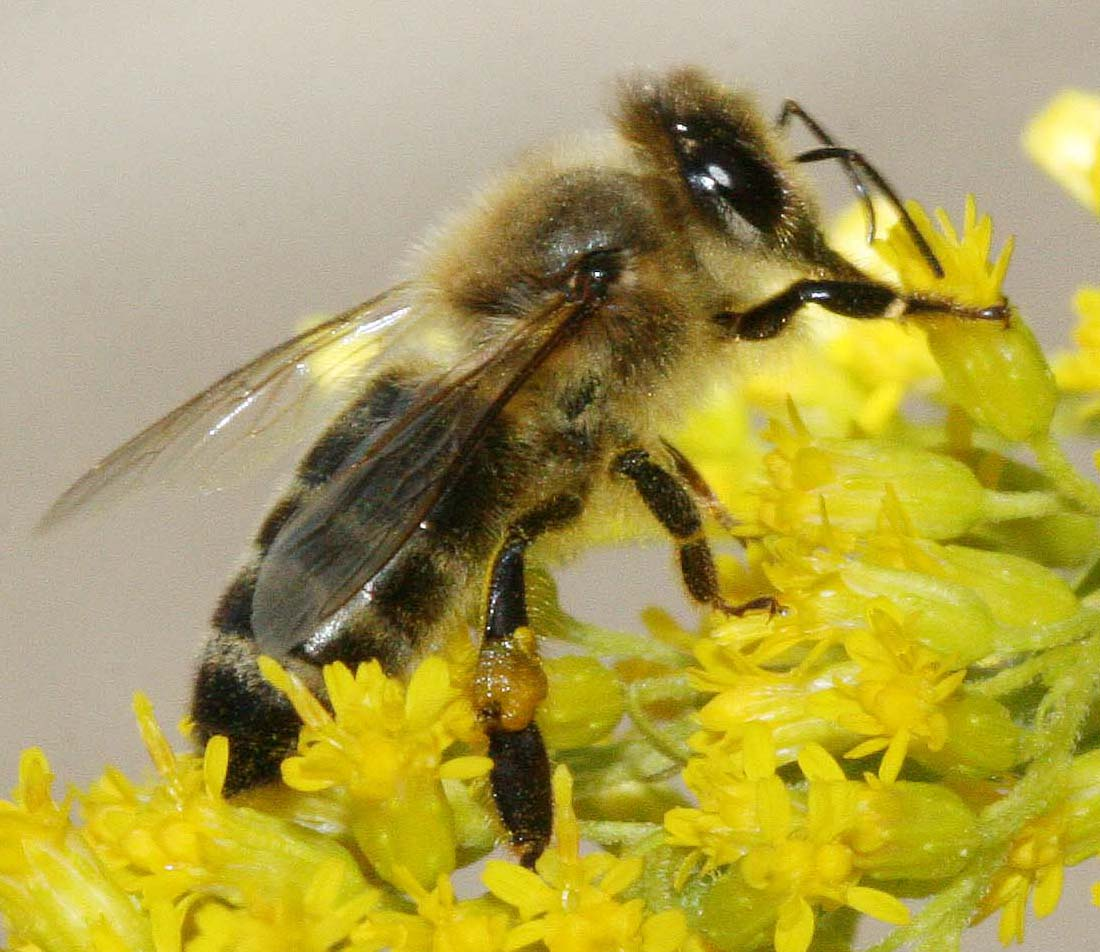
Abeille carnolienne butinant sur une verge d'or

### L'odorat
Frisch a trouvé que les abeilles peuvent distinguer des espèces de fleurs distinctes par l'odeur. Curieusement, leur sensibilité au goût « sucré » n'est que peu supérieure à celle de l'homme. Karl von Frisch pense que le couplage fort entre les sens de l'odorat et celui du toucher permet à l'abeille une orientation spatiale par l'odorat.

### La vue
La résolution de l'œil composé de l'abeille est bien inférieure à celle de l'œil humain. Cependant, par sa haute définition temporelle, il est particulièrement adapté à la détection des mouvements. La sensibilité aux couleurs des abeilles est comparable à celle de l'homme, mais décalée du rouge vers l'ultra-violet. L'abeille ne peut donc pas distinguer le rouge du noir. Les couleurs blanc, jaune, bleu et violet peuvent par contre être distinguées. En outre, les pigments colorés qui réfléchissent les ultraviolets élargissent le spectre des couleurs de deux couleurs supplémentaires. Beaucoup de fleurs, qui apparaissent du même jaune à l'homme, apparaissent à l'abeille, selon leur aspect en ultraviolet, de couleurs différentes – voire multicolores.

### Le sens de l'orientation
Les recherches sur le sens de l'orientation des abeilles sont importantes. Karl von Frisch découvre que les abeilles peuvent s'orienter de trois manières :
- par la position du soleil,
- par le schéma de polarisation de la lumière du ciel bleu,
- par le champ magnétique.

La position du soleil est l'indicateur primaire, les deux autres ne servant qu'en cas de ciel couvert ou, pour le troisième, d'obscurité, notamment dans la ruche.

#### Le schéma de polarisation
Il est reconnu par l'abeille par un récepteur à ultraviolets dans trois yeux simples, les ocelles, munis d'un filtre polarisant, orienté différemment selon les yeux. La lumière du ciel bleu est de la lumière du soleil diffusée par l'atmosphère, et elle ne présente à l'œil humain aucun schéma caractéristique visible. Cependant elle est partiellement polarisée, dans une direction dépendant de celle du soleil. Une petite tache de ciel bleu donne une information sur la direction du soleil. Deux taches permettent de le localiser approximativement. Ceci fournit non seulement une information sur la direction, mais sur l'heure.

#### Variation de la position du Soleil selon l'heure
Karl von Frisch a pu montrer que les abeilles pouvaient s'orienter en corrigeant la direction du Soleil selon l'heure. Elles utilisent cette capacité pour obtenir, dans la ruche obscure, une information sur l'heure comparable à celle qu'elles obtiennent par la position du Soleil. Ceci leur permet de conserver les indications de direction toujours actuelles, dans la « danse », sans avoir à sortir pour se synchroniser, même pendant de longues séances de « danse ». Ceci ne fournit pas seulement une information de direction, mais aussi de temps.

#### L'horloge interne
L'abeille dispose d'une horloge interne, avec trois mécanismes de synchronisation ou de réglage. Si elle trouve la position d'une zone de butinage au cours d'une expédition matinale, elle pourra la retrouver l'après-midi au moyen du soleil, et déterminer l'heure exacte où cette zone est productive.

#### Le plan des rayons de la ruche
Karl von Frisch a aussi déterminé que le plan de la ruche (par exemple celui des rayons construits par un essaim dans une nouvelle ruche) est construit dans la même direction par rapport au champ magnétique que dans la ruche-mère. Dans ces expériences avec un champ magnétique extérieur, il a même pu provoquer la construction de rayons déformés en cercles.[réf. nécessaire]

#### Le sens de la verticalité
L'aménagement toujours vertical des rayons de la ruche a permis de conclure à la capacité des abeilles à sentir la direction verticale, par la tête et le pendule qu'elle forme, en relation avec une couronne de cellules sensitives au niveau du cou.

### La danse des abeilles comme outil de communication

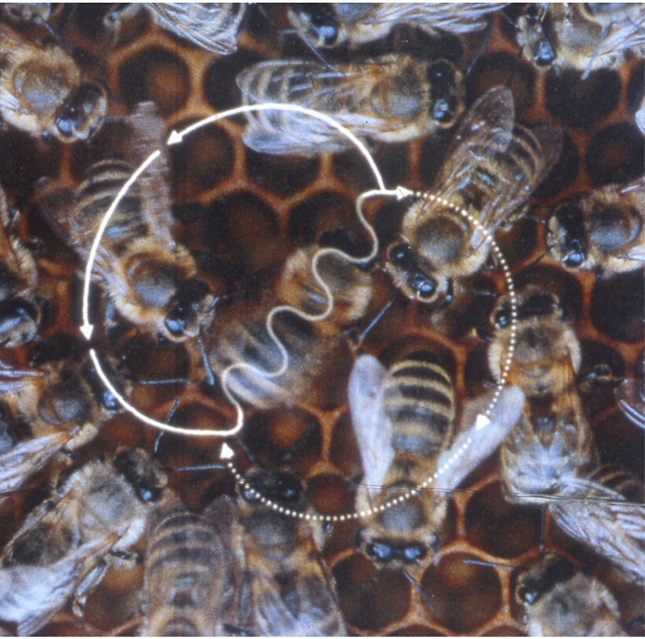
Danse frétillante : l'abdomen de la danseuse est flou en raison de la rapidité de son frétillement

Karl von Frisch mena ses études sur l'abeille carnolienne. Il trouva que les informations sur les zones de butinage peuvent être transférées d'abeille à abeille. Ceci s'effectue au moyen d'une danse qui s'exécute selon deux modalités :
- la danse en rond, pour une ressource à proximité de la ruche (moins d'une cinquantaine à une centaine de mètres), où l'information principale est l'odeur de la fleur à exploiter que la danseuse porte sur son corps ;
- la danse frétillante, plus complexe, qui indique la direction par rapport au soleil de la zone à explorer, par l'orientation de l'axe de la danse par rapport à la verticale ; la distance de la zone, par la vitesse du frétillement ; et la nature du butin, par l'odeur dont le corps de la danseuse est imprégné.

La définition de l'objectif par la danse frétillante est assez précise pour que les abeilles qui ont suivi la danse puissent retrouver l'objectif, même s'il faut faire des détours pour l'atteindre.
Cette analyse de la danse des abeilles a permis des découvertes fondamentales sur le langage humain.

### L'ouïe
Karl von Frisch n'a pas réussi à démontrer une capacité de ce genre. Il a dû supposer la capacité sensitive à sentir les vibrations, et la supposer pour la communication dans la danse.

### Dialectes
Les expériences menées par Karl von Frisch ont été menées principalement avec la race des abeilles carnoliennes. Les expériences sur d'autres races ont montré une influence de la race sur les éléments de transfert d'information, si bien que les données de distance et de direction varient fortement.

## Vulgarisation
Karl von Frisch était très soucieux de transmettre les résultats de ses recherches aussi au grand public. C'est ainsi que naissent les livres (Frisch 1965), et – enrichi de nouveaux résultats de recherche – (Frisch 1984).

## Distinctions
- en 1921, il reçoit le prix Lieben ;
- en 1954, il est élu membre étranger de la Royal Society ;
- en 1960, il reçoit le prix d'honneur autrichien pour la science et l'art (en) ;
- en 1962, il reçoit le prix Balzan de biologie ;
- en 1973, le prix Nobel de physiologie ou médecine, avec Konrad Lorenz et Nikolaas Tinbergen.

## La médaille Chevalier Karl von Frisch
La médaille Chevalier Karl von Frisch (Karl Ritter von Frisch Medaille) est un prix scientifique de la Société allemande de zoologie (Deutsche Zoologische Gesellschaft (de) – DZG). Il est attribué tous les deux ans par roulement à des scientifiques dont les travaux se distinguent par des avancées importantes en zoologie qui représentent une intégration des connaissances de plusieurs disciplines de la zoologie. C'est le prix de zoologie le plus important d'Allemagne, et il est doté de 10 000 euros.

### Œuvres de von Frisch
- (de) Karl von Frisch, « Über den Geruchssinn der Bienen und seine blütenbiologische Bedeutung. », Zoologische Jahrbücher (Physiologie), vol. 37,‎ 1919, p. 1–238

- (de) Karl von Frisch, « Der Farben- und Formensinn der Bienen », Zoologische Jahrbücher (Physiologie), vol. 37,‎ 1914-15, p. 1–188

- (de) Karl von Frisch, « Über die "Sprache" der Bienen. Eine tierpsychologische Untersuchung. », Zoologische Jahrbücher (Physiologie), vol. 40,‎ 1923, p. 1–186

- Karl von Frisch (trad. de l'allemand par André Dalcq d'après la 5e édition allemande, préf. Pierre-P. Grassé, En 1969 une nouvelle édition entièrement refondue et mise à jour par l'auteur est publiée chez le même éditeur), Vie et mœurs des abeilles [« Aus dem Leben der Bienen »], Paris, Albin Michel, coll. « Sciences d'aujourd'hui », 1955, XVI-221 p.

- (de) Karl von Frisch, « Untersuchung über den Sitz des Gehörsinnes bei der Elritze »,  Zeitschrift für vergleichende Physiologie, vol. 17,‎ 1932, p. 686–801
- (de) Karl von Frisch, « Über den Geschmacksinn der Bienen »,  Zeitschrift für vergleichende Physiologie, vol. 21,‎ 1934, p. 1–156
- Karl von Frisch (trad. André Dalcq, ill. Richard Ehrlich), Dix petits hôtes de nos maisons [« Zehn kleine Hausgenossen »], Paris, Albin Michel, coll. « Sciences d'aujourd'hui », 1959, 215 p., 8
- Karl von Frisch (trad. Geneviève Kœst, ill. Richard Ehrlich), L'homme et le monde vivant : une biologie moderne à la portée de tous [« Du und das Leben – Eine moderne Biologie für Jedermann »], Albin Michel, coll. « Sciences d'aujourd'hui », 1960, 451 p.
- (de) Karl von Frisch, « Über einen Schreckstoff der Fischhaut und seine biologische Bedeutung »,  Zeitschrift für vergleichende Physiologie, vol. 29,‎ 1941, p. 46–145
- (de) Karl von Frisch, « Die Tänze der Bienen »,  Österreichische Zoologische Zeitschrift, vol. 1,‎ 1946, p. 1–48
- (de) Karl von Frisch, « Die Polarisation des Himmelslichtes als orientierender Faktor bei den Tänzen der Bienen »,  Experientia, Bâle, vol. 6,‎ 1950, p. 210–221
- Karl von Frisch, Le petit livre des insectes [« Das kleine Insektenbuch »], Insel Verlag, 1961
- Karl von Frisch, Le langage de la danse et l'orientation des abeilles [« Tanzsprache und Orientierung der Bienen »], Berlin, Springer Verlag, 1965
- Karl von Frisch (trad. André Dalcq, préf. Pierre-P. Grassé), Vie et mœurs des abeilles [« Aus dem Leben der Bienen »], Paris, Albin Michel, 1984, 255 p. : Ill. ; 23 cm (ISBN 2-226-01977-4)Nouvelle éd. entièrement refondue et mise à jour par l'auteur
- Karl von Frisch (trad. de l'allemand par Michel Martin et Jean-Paul Guiot, préf. Roger Darchen), Mémoires d'un biologiste : Le professeur des abeilles [« Erinnerungen eines Biologen (Autobiographie) »], Paris, Belin, 1987, 239 p., 238 p. : ill. ; 22 cm (ISBN 2-7011-0563-3)
- Karl von Frisch, La langue de la danse des abeilles : Enregistrements originaux - 2 C.D. [« Die Tanzsprache der Bienen. Originaltonaufnahmen »], Cologne, Klaus Sander, 2005 (ISBN 978-3-932513-56-5)
- Karl von Frisch et Otto von Frisch (trad. Paul Kessler), Architecture animale [« Tiere als Baumeister »], Paris, Albin Michel, 1975, 306 p., 345 p. ; nomb. ill. part. coul. ; 24 cm (ISBN 0-15-107251-5)

### Autres références
- (en) Deborah R. Coen, Vienne à l'âge de l'incertitude. Science, libéralisme et vie privée [« Vienna in the Age of Uncertainty. Science, Liberalism, and Private Life »], Chicago, Univ. of Chicago Press, 2007, 380 p. (ISBN 978-0-226-11172-8 et 0-226-11172-5)
- (de) Otto Koehler, « Karl von Frisch. Der Entdecker der Bienen-Sprache », Forscher und Wissenschaftler im heutigen Europa, Stalling, Oldenburg, Hans Schwerte & Wilhelm Spengler, 2 : Médecins, biologistes, anthropologistes, vol. 4 « Personnalités de notre temps »,‎ 1955, p. 263-271
- (de) « Catalogue de la Bibliothèque Nationale Allemande sur Karl Frisch » (consulté le 10 novembre 2009)
- (en) « Biographie sommaire et sources digitales dans le laboratoire virtuel », Institut Max-Planck d'histoire des sciences (consulté le 10 novembre 2009)
- (en) « Lauréats du Prix Nobel de médecine en 1973 », sur nobelprize.org, Comité Nobel (consulté le 10 novembre 2009)
- (de) Professor Börje Cronholm, « Discours de présentation des lauréats du Prix Nobel de médecine 1973 », 1973 (consulté le 10 novembre 2009)
- (de) « Karl Ritter von Frisch  – Parrain de l'école », sur gym.moosburg.org, KRvF-Gymnasium à Moosburg an der Isar (consulté le 10 novembre 2009)
- Séverine Donzé, Annick Schreiber, « La danse des abeilles » (consulté le 10 novembre 2009)

- (de) Cet article est partiellement ou en totalité issu de l’article de Wikipédia en allemand intitulé « Karl von Frisch » (voir la liste des auteurs).

## Hommages
- (de) Karl-von-Frisch-Abiturientenpreis (de), prix Karl von Frisch pour les bacheliers ayant réalisé des performances remarquables dans le domaine des sciences biologiques.
- Le lycée Karl von Frisch (de) a été nommé en l'honneur de von Frisch en raison de sa forme hexagonale analogue à celle d'une cellule de rayon d'abeille.
- Hommage à Karl von Frisch par Cyrille Janisset